# Alstonia angustiloba
Alstonia angustiloba är en oleanderväxtart som beskrevs av Friedrich Anton Wilhelm Miquel. Alstonia angustiloba ingår i släktet Alstonia och familjen oleanderväxter. Inga underarter finns listade i Catalogue of Life.